# Vridsted Sogn
Vridsted Sogn er et sogn i Viborg Domprovsti (Viborg Stift).
I 1800-tallet var Fly Sogn anneks til Vridsted Sogn. Begge sogne hørte til Fjends Herred i Viborg Amt. Vridsted-Fly sognekommune blev ved kommunalreformen i 1970 indlemmet i Fjends Kommune, som ved strukturreformen i 2007 indgik i Viborg Kommune.
I Vridsted Sogn ligger Vridsted Kirke.
I sognet findes følgende autoriserede stednavne:
- Egebjerg (bebyggelse, ejerlav)
- Hagebro Kro (bebyggelse)
- Søndermark (bebyggelse)
- Trevad (bebyggelse, ejerlav)
- Vridsted (bebyggelse, ejerlav)